# Episodi di Shakespeare & Hathaway investigatori privati (seconda stagione)
La seconda stagione della serie televisiva Shakespeare & Hathaway è stata trasmessa nel Regno Unito sul network BBC One dal 25 febbraio all'8 marzo 2019.
In Italia, la stagione è stata trasmessa in prima visione assoluta su Rai 2 dal 12 luglio al 16 agosto 2020.
| n° | Titolo originale             | Titolo italiano        | Prima TV UK      | Prima TV Italia |
| -- | ---------------------------- | ---------------------- | ---------------- | --------------- |
| 1  | Outrageous Fortune           | Una vergognosa fortuna | 25 febbraio 2019 | 12 luglio 2020  |
| 2  | The Play's the Thing         | Il gioco di ruolo      | 26 febbraio 2019 | 19 luglio 2020  |
| 3  | This Cursed Hand             | La mano maledetta      | 27 febbraio 2019 | 19 luglio 2020  |
| 4  | Beware the Ides of March     | La sensitiva           | 28 febbraio 2019 | 26 luglio 2020  |
| 5  | No More Cakes and Ale        | La testimone scomoda   | 1º marzo 2019    | 26 luglio 2020  |
| 6  | The Offered Fallacy          | I sosia                | 4 marzo 2019     | 2 agosto 2020   |
| 7  | Nothing Will Come of Nothing | Il giocatore d'azzardo | 5 marzo 2019     | 2 agosto 2020   |
| 8  | In My Memory Lock'd          | Chi sono?              | 6 marzo 2019     | 9 agosto 2020   |
| 9  | The Envious Court            | Il ricatto             | 7 marzo 2019     | 9 agosto 2020   |
| 10 | Too Cold For Hell            | Billy...due mattoni    | 8 marzo 2019     | 16 agosto 2020  |

## Una vergognosa fortuna
- Titolo originale: Outrageous Fortune
- Diretto da: Ian Barber
- Scritto da: Jude Tindall

### Trama
Frank e Luella sono incaricati di trovare un prezioso cane bastardo scomparso. Il cane, erede di una fortuna di trecentoventi milioni di sterline dalla morte del suo proprietario, ha uno stile di vita sfarzoso con personale dipendente. Alla morte del cane il patrimonio va in beneficenza. Viene chiesto un riscatto di duecentomila sterline e Frank e Luella sospettano sia un lavoro fatto dall'interno. La richiesta di riscatto va storta e il cane, identificato dal veterinario che era disperato per lo stile di vita viziato del cane, viene trovato morto.

## Il gioco di ruolo
- Titolo originale: The Play's the Thing
- Diretto da: Matt Carter
- Scritto da: Dan Muirden

### Trama
Frank e Luella sono assunti da Adrian Messenger, scrittore e manager di un gruppo di rievocazioni fantasy, per seguire sua moglie che sospetta abbia una relazione con un altro membro, il maggiore Tony Suffolk. Fingendosi membri del gruppo, sono presenti quando Suffolk e un altro membro vengono colpiti da dardi di balestra. La moglie di Messenger viene arrestata e il marito chiede a Frank e Luella di dimostrare la sua innocenza. Scoprono che Suffolk aveva interrotto la relazione con la moglie di Messenger e il suo curriculum militare non è quello che sembra.

## La mano maledetta
- Titolo originale: This Cursed Hand
- Diretto da: Paul Gibson
- Scritto da: David Semple

### Trama
Frank e Luella vengono assunti da Anastasia Kusk per trovare suo marito, Pavel. Rintracciato in un hotel, Sebastian lo trova morto senza la mano destra. Anastasia chiede a Frank e Luella di continuare il caso in quanto suo marito aveva una preziosa collezione d'arte. Due criminali sono alla ricerca della mano che è entrata in possesso di un attore disoccupato con cui Sebastian ha uno scontro avendone la peggio. Gli eventi prendono un corso più strano quando la mano sinistra viene tagliata dal cadavere nell'obitorio.

## La sensitiva
- Titolo originale: Beware the Ides of March
- Diretto da: Gill Wilkinson
- Scritto da: Rachel Smith

### Trama
Frank e Luella sono assunti da Julienne Fortby dopo che è stata ferita durante il suo programma televisivo, uno spettacolo psichico che co-conduce con sua sorella Marcia. Crede che sua sorella sia coinvolta fino a quando non viene ferita anche lei. Frank crede che sia tutto falso, ma Sebastian cade sotto l'incantesimo di Marcia mentre Frank e Luella indagano su un membro del pubblico ostile il cui marito è morto per un ictus e il cui figlio lavora nello show.

## La testimone scomoda
- Titolo originale: No More Cakes and Ale
- Diretto da: Gill Wilkinson
- Scritto da: Paul Matthew Thompson

### Trama
Frank e Luella vengono assunti da Portia Montgomery, un avvocato, per trovare prove che il suo cliente sia innocente rispetto a un violento assalto durante un furto di quad, in un allevamento di pollame, di cui faceva parte. Frank e Luella cercano un potenziale testimone, e trovano una senzatetto che dormiva alla fattoria al momento del furto. Si scopre che il testimone è la madre biologica di Portia. La fidanzata del suo cliente si rivolta contro Frank e un distributore di pollame inizia a minacciarlo.

## I sosia
- Titolo originale: The Offered Fallacy
- Diretto da: Ian Barber
- Scritto da: Kit Lambert

### Trama
Frank e Luella si ritrovano vittime di sosia impostori e vengono arrestati da Marlowe e Keeler dopo il furto di trentamila sterline a un'anziana signora. Escono su cauzione e scoprono che gli impostori sono attori senza lavoro, assunti da qualcuno che ha hackerato i loro computer. Usando le capacità di recitazione di Sebastien e il nerd del computer Spider, creano una trappola che si ritorce contro lasciando Frank a cercare qualcuno in cerca di vendetta.

## Il giocatore d'azzardo
- Titolo originale: Nothing Will Come of Nothing
- Diretto da: Matt Carter
- Scritto da: Lol Fletcher

### Trama
Frank e Luella vengono assunti da Ava Foyle per trovare il marito scomparso, Lorenzo, che ha molti debiti soprattutto con il casinò dove lavora Ava di proprietà di due sorelle, Rose e Queenie. Frank e Luella indagano sul casinò e scoprono che Lorenzo ha avuto una relazione con Queenie e Lady Chaucer, una giocatrice del casinò. Luella scopre di avere un talento per il poker e vince una memory stick da un ladro. Frank si ritrova in una micidiale partita alla roulette con Rose che gli costerà la vita se perde.

## Chi sono?
- Titolo originale: In My Memory Lock'd
- Diretto da: Darcia Martin
- Scritto da: Dominique Moloney

### Trama
Frank e Luella sono sotto sorveglianza quando un uomo affetto da amnesia si imbatte nella loro auto. L'uomo non ricorda le sue generalità. Ha solo un orologio costoso e una chiave di un armadietto. Con l'aiuto di Gloria ottengono un indizio che li porta all'hotel Duke Vincent dove scoprono che ha soggiornato lì come ospite e ha lavorato come giardiniere dell'hotel, ma il personale nega ogni sua conoscenza. Mentre la memoria dell'uomo ritorna si scopre che voleva fare sesso con la giovane receptionist la cui madre è la direttrice dell'hotel.

## Il ricatto
- Titolo originale: The Envious Court
- Diretto da: Paul Gibson
- Scritto da: Kit Lambert

### Trama
Frank e Luella sono alle dipendenze di Frederick Greenwood, proprietario dell'esclusivo club di tennis Runningbrook che ha ricevuto una minaccia di morte. La madre di Luella, Genevieve, è la segretaria sociale del club ed è legata sentimentalmente a Greenwood. La minaccia di morte si trasforma in una richiesta di ricatto dopo che il capo tennista, legato sentimentalmente alla nipote di Greenwood, è stato avvelenato con aconito. Luella sospetta che l'avvelenamento e il ricatto siano collegati.

## Billy...due mattoni
- Titolo originale: Too Cold For Hell
- Diretto da: Darcia Martin
- Scritto da: Jude Tindall

### Trama
Frank e Luella sono alle dipendenze di Bianca e Anthony Percy; una giovane coppia a cui sono stati rubati i mobili da una finta ditta di traslochi. Rintracciando i truffatori scoprono che uno di loro è stato ucciso, Billy Porter, l'altro truffatore, si trova nel suo nascondiglio. Tutti i mobili vengono recuperati ad eccezione di una statua di un angelo contenente le ceneri della nonna di Bianca; madre del boss della malavita Claude Mortimer. Mortimer cattura Frank, Porter e il sergente Keeler e li mette in un container destinato a perdersi in mare. Insieme Luella e l'ispettore Marlowe cercano i rispettivi partner e vengono rivelati i segreti del passato.